# راية الأرض

علم الأمم المتحدة

راية الأرض (بالإنجليزية: Earth flag)‏ هي راية (علم) ذو خلفية زرقاء داكنة تتوضع على الراية صورة لكوكب الأرض من الفضاء الخارجي وهي صورة ملتقطة عن طريق وكالة الفضاء الأمريكية ناسا. الراية ليست رسمية ولكن تم تصيميها من أجل الاحتفال بيوم الأرض ومصمم الراية هو جون ماكوننل.

الراية التي صممها جيمس كادل

راية أخرى تم تصميمها لكوكب الأرض في نفس الفترة الزمنية أي في العام 1970 من قبل مزارع في ولاية إيلينوس الأمريكية اسمه جيمس كادل.
الراية المصممة من قبل كادل تحوي على قوس اصفر كبير يمثل الشمس، ودائرة صغيرة بيضاء تمثل القمر، ودائرة زرقاء أكبر حجماً تمثل كوكب الأرض تتوضع قرب القمر.